# Liste der Naturdenkmale in Graach an der Mosel
Die Liste der Naturdenkmale in Graach an der Mosel nennt die im Gemeindegebiet von Graach an der Mosel ausgewiesenen Naturdenkmale (Stand 11. März 2024).

## Ehemalige Naturdenkmale
| Nr. | Bezeichnung                 | Lage                                          | Beschreibung                                                                                             | Bild                                    |
| --- | --------------------------- | --------------------------------------------- | --- | --------------------------------------- |
|     | Kaisergarten und Kaisereich | südöstlich des Ortes; Flur Fousetterflur Lage | Baumpflanzung anlässlich der Reichsgründung 1871; flächenhaftes Naturdenkmal Rechtsverordnung aufgehoben | Direkt Bild zu diesem Denkmal hochladen |